# ریزگرد ۲۰۰۶ جنوب شرق آسیا

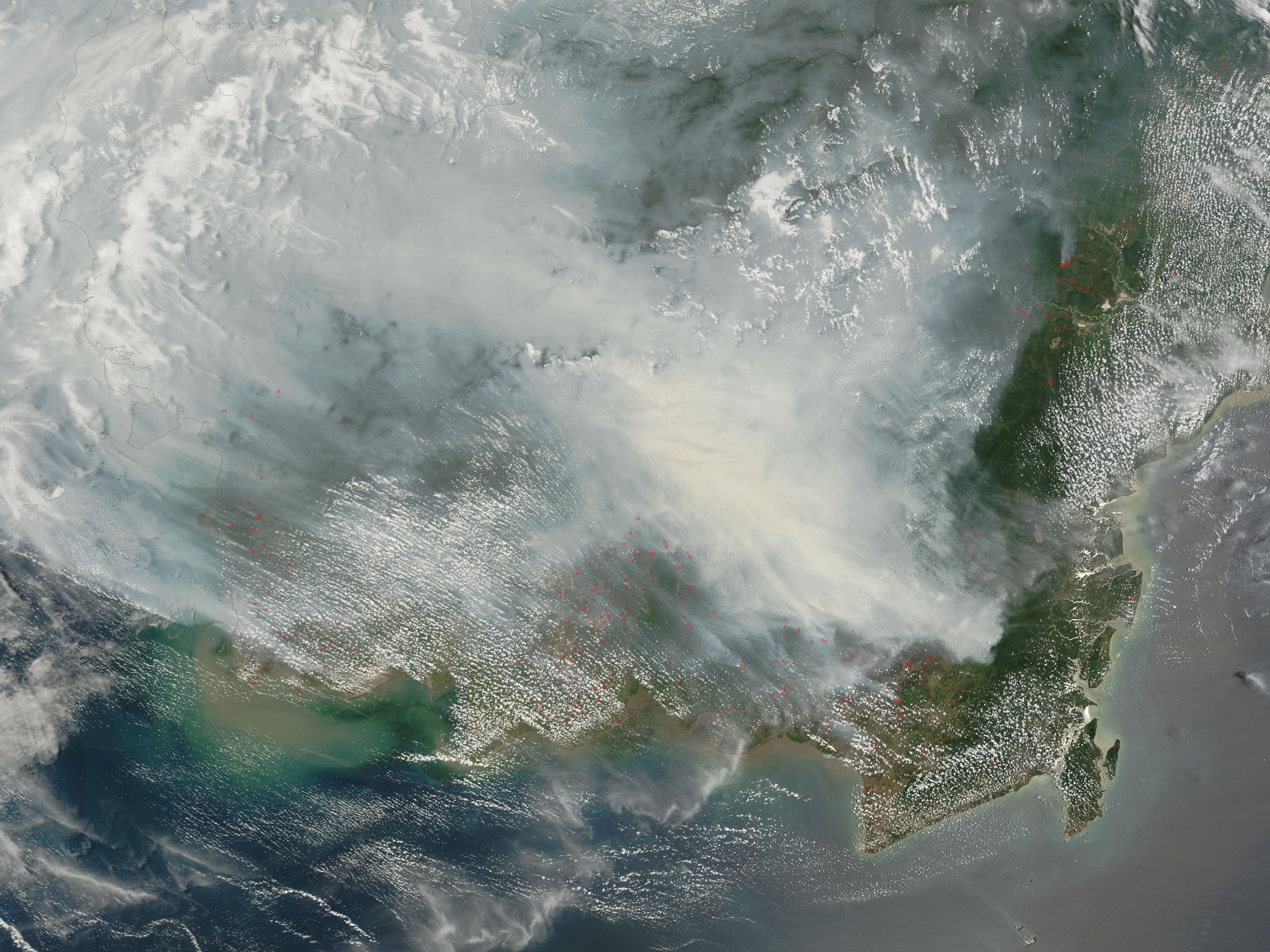
عکس ماهواره‌ای از مه غلیظ برفراز جزیره بورنئو

ریزگرد جنوب شرقی آسیا در سال ۲۰۰۶ در پی آتش‌سوزی‌های پیوسته و مهار نشده ناشی از کشاورزی «بریدن و سوزاندن» در اندونزی به وقوع پیوست. چندین کشور در منطقه جنوب شرقی آسیا و فراتر از آن، از جمله مالزی، سنگاپور، جنوب تایلند و حتی سایپن را تحت تأثیر قرار داد. اثرات ریزگرد حتی ممکن است به کره جنوبی نیز گسترش یافته باشد. منابع محلی آلودگی صنعتی نیز ناخواسته به افزایش سمیت هوا کمک کردند، به‌ویژه در مناطقی که پیش‌تر نیز آلوده بودند؛ مناطق در معرض خطر شامل جوامع نزدیک به کارخانه‌های نساجی، کارخانجات تولید کود شیمیایی، مراکز بسته‌بندی گوشت، دامداری‌های صنعتی، بندرهای کشتیرانی و پالایشگاه نفت بودند. به‌طور کلی، کیفیت هوا برای ساکنان شهرهای پرجمعیت پایین‌تر بود. کیفیت هوا، به‌طور کلی، برای ساکنان شهرهای پرجمعیت‌تر پایین‌تر بود. به ویژه در دره کلانگ مالزی که شهری و صنعتی است، زمین‌های مرتفع اطراف به عنوان یک نگهدارنده طبیعی هوای آلوده عمل می‌کردند و با شروع مه، وضعیت را بدتر می‌کردند.
همچنین پیوندی به ال نینو وجود دارد. این مه غلیظ به دلیل پدیده ال نینو-نوسان جنوبی که فصل باران‌های موسمی سال را به تأخیر انداخت، بدتر از موارد قبلی شد. آتش‌سوزی‌ها در کالیمانتان دود زیادی تولید می‌کنند، مدت زیادی می‌سوزند و خاموش کردن آنها دشوار است زیرا در زمین‌های باتلاقی هستند و پس از روشن شدن، آتش‌ها می‌توانند ماه‌ها بسوزند و گازهایی آزاد کنند که اسید سولفوریک تولید می‌کنند.
به نظر می‌رسد کیفیت هوا در سراسر منطقه در اواخر اکتبر بهبود یافته است، زیرا بارندگی شدید آتش‌سوزی‌ها در اندونزی را فرونشاند.

### برونئی
برونئی، سلطان‌نشینی مستقل که در جزیره بورنئو و در میان ایالت ساراواک مالزی شرقی قرار دارد، تحت تأثیر مه‌دودی قرار گرفت که از منطقه کالیمانتان اندونزی برخاسته بود. بارش باران تا حدی باعث بهبود وضعیت شد و در تاریخ ۸ اکتبر، شاخص استاندارد آلاینده‌ها (PSI) به ۴۶ کاهش یافت که در محدوده «خوب» قرار دارد. در هفته نخست عید فطر (هاری رایا)، به‌دنبال چند روز بارندگی، آسمان برای مدتی صاف شد. اما مه‌دود در تاریخ ۳۱ اکتبر بازگشت و اداره محیط زیست، پارک‌ها و تفریحات، شاخص PSI را ۴۹ ثبت کرد.

### اندونزی
آتش‌سوزی‌ها عمدتاً در کالیمانتان، بخش اندونزیایی جزیره بورنئو، و در سوماترا آغاز شدند؛ جایی که کشاورزان سنتی موسوم به «سوییدن» که توسط شرکت‌های جنگل‌داری کشاورزی به کار گرفته شده‌اند، برای آماده‌سازی زمین جهت کاشت درختان تولیدکننده خمیر کاغذ یا محصولات تجاری پیش از فصل رشد، اقدام به آتش‌زدن زمین‌ها می‌کنند. تصاویر ماهواره‌ای گرفته‌شده از بورنئو در تاریخ ۴ اکتبر، نشان داد که دست‌کم ۵۶۱ «نقطه داغ» یا محل آتش‌سوزی فعال در منطقه وجود داشته است.
مقامات کشورهای همسایه، مقامات اندونزی را به عدم انجام هیچ کاری برای توقف آتش‌سوزی‌ها متهم کردند، اگرچه مقامات وزارت جنگلداری گفتند که آتش‌نشانان برای خاموش کردن آتش‌سوزی‌ها در زمین‌های تحت کنترل دولت «تلاش» می‌کنند. با این حال، آنها اذعان کردند که «بیشتر» آتش‌سوزی‌ها در زمین‌های خصوصی رخ داده است. اندونزی قصد داشت ارتش خود را برای کمک به عملیات اطفاء حریق مستقر کند. برای جذب افراد بیشتر برای آتش‌نشانی، دولت دو روز مرخصی برای کارمندان دولت که داوطلب انجام وظیفه آتش‌نشانی بودند، در نظر گرفت. اما این کشور فاقد تجهیزات کافی برای مبارزه با آتش‌سوزی جنگل‌ها بود و هواپیماهایی داشت که برای حمل آب کافی جهت خاموش کردن آتش‌سوزی‌ها بسیار کوچک بودند. دولت در تلاش برای به دست آوردن هواپیماهای بزرگتر، دو هواپیمای برییف بی‌ئی-۲۰۰ از روسیه اجاره کرد که قادر به عبور از آب و حمل بار برای تلاش‌های مداوم اطفاء حریق هستند. این هواپیماها که توسط خدمه روسی پرواز و نگهداری می‌شدند، از اول نوامبر عملیات خود را آغاز کردند.

### مالزی
اثرات مه‌دود از اوایل ژوئیه آغاز شد و به‌ویژه ایالت‌های شمالی مالزی را به‌شدت تحت تأثیر قرار داد. با این حال، از تاریخ ۲۹ اوت ۲۰۰۶، مه‌دود در سراسر شبه‌جزیره مالزی به‌طور چشمگیری کاهش یافت، که این امر ناشی از آغاز فصل بارندگی بود. باران موجب کاهش تعداد نقاط داغ (محل‌های آتش‌سوزی) در سراسر سوماترا و شبه‌جزیره مالایا شد. در تاریخ ۳۰ اوت ۲۰۰۶، روزنامه The Star گزارش داد که کوالالامپور در روز استقلال از مه‌دود پاک خواهد بود. در ساعات پایانی شب، درست پیش از نیمه‌شب ۳۱ اوت ۲۰۰۶، دید در دره کلانگ بسیار خوب گزارش شد.

### سنگاپور
در حالی که مه تا حد زیادی سنگاپور را در امان نگه داشت و شاخص استانداردهای آلودگی ۲۴ ساعته به مدت ۱۵ روز در ماه سپتامبر در محدوده «خوب» و بقیه در محدوده «متوسط» و بالاتر از ۶۶ نبود، اثرات مضر آن در ماه اکتبر بیشتر شد.
- شاخص کیفیت هوا
- مه
- شاخص استانداردهای آلاینده‌ها
- بریدن و سوزاندن

## نگارخانه

تصاویر ماهواره MODIS ناسا از آتش‌سوزی‌ها
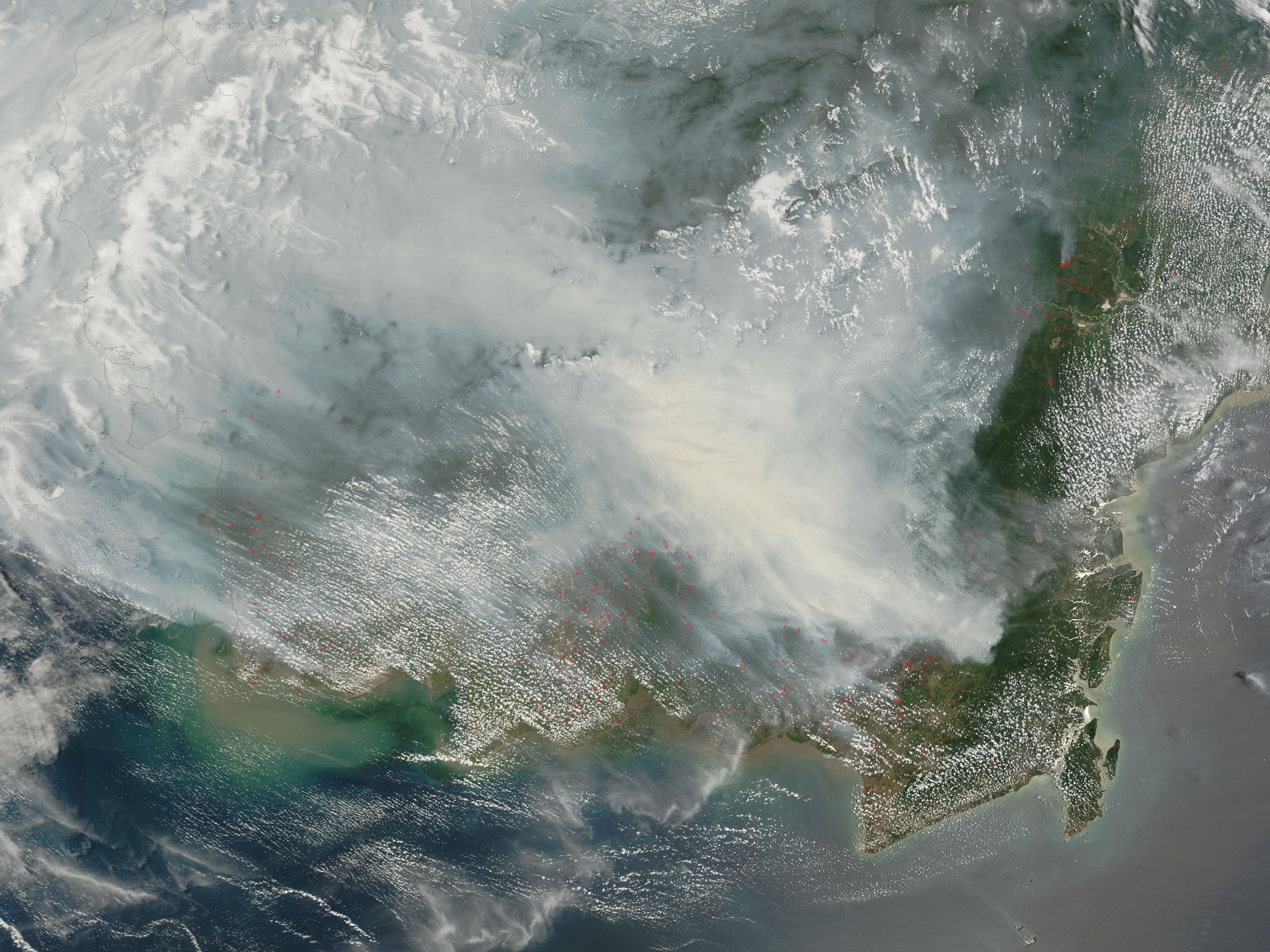
آتش‌سوزی‌ها در جزیره بورنئو، به‌ویژه در کالیمانتان، و مه‌دودی که در پی آن ایجاد شد. تصویر توسط ماهواره در تاریخ ۵ اکتبر ۲۰۰۶ ثبت شده است.
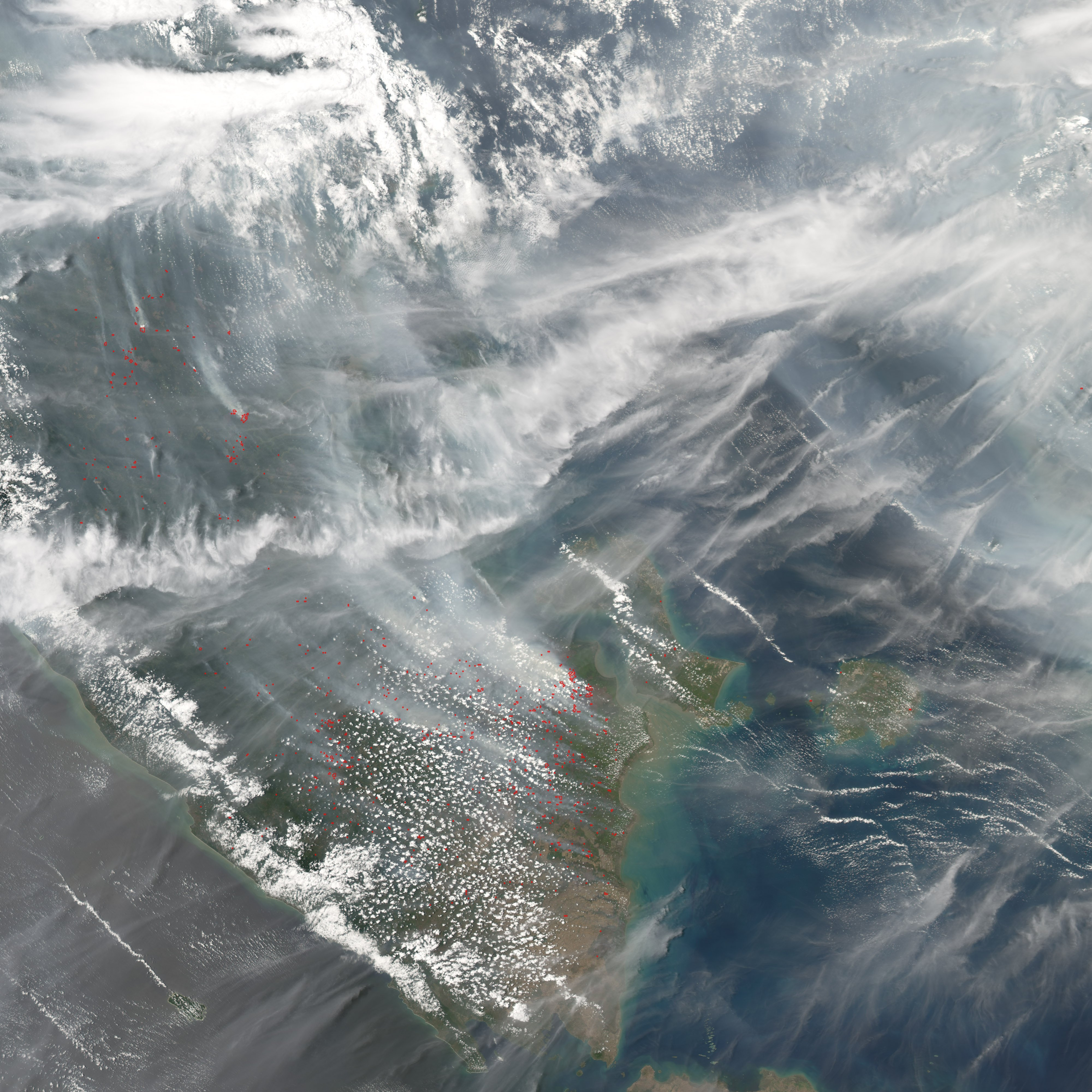
آتش‌سوزی در سوماترا و مه ناشی از آن. تصویر گرفته شده در ۴ اکتبر ۲۰۰۶ توسط ماهواره آکوا مودیس.
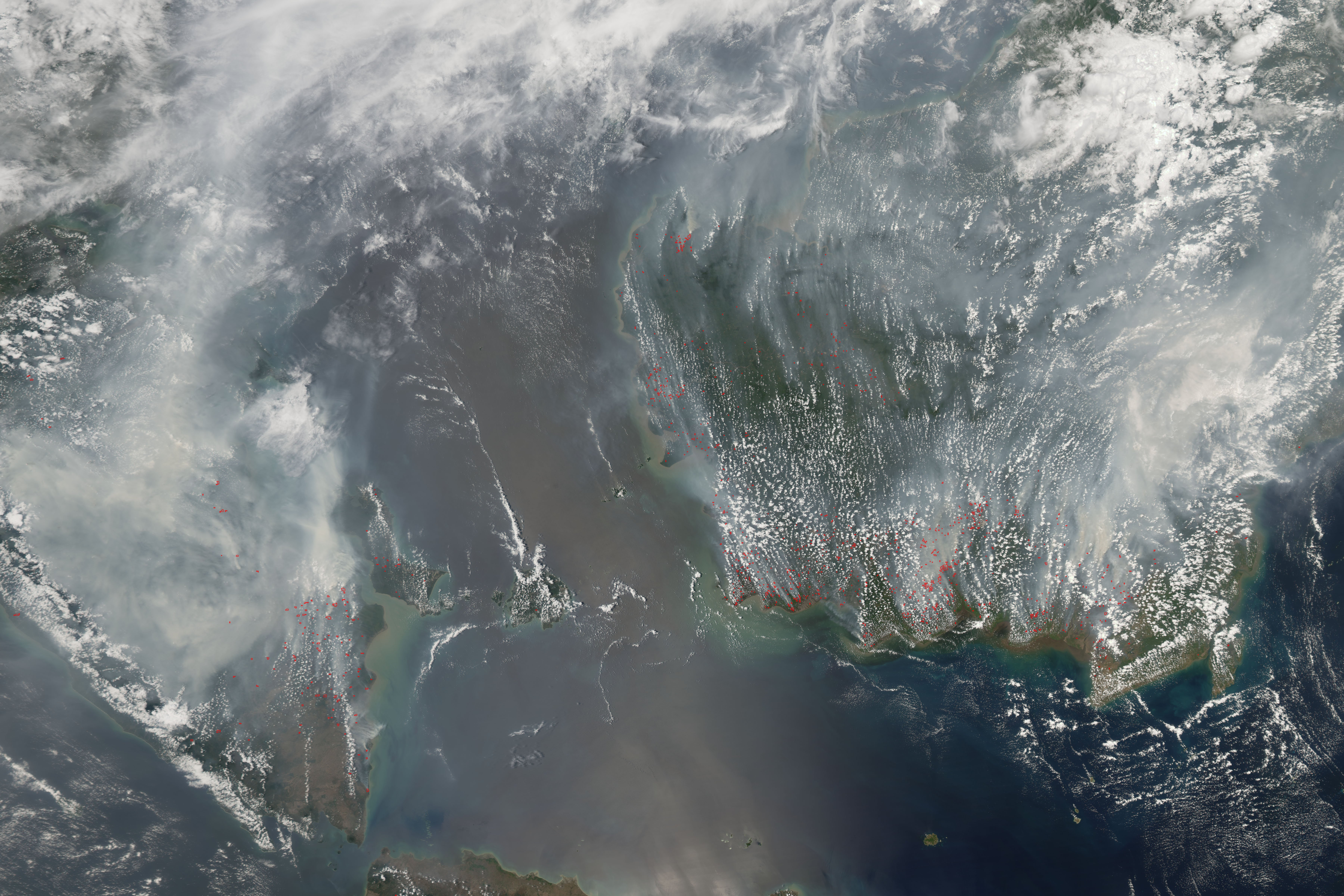
تصویری که در ۱ اکتبر ۲۰۰۶ توسط ماهواره آکوا مودیس گرفته شده و وسعت آتش‌سوزی‌ها و مه ناشی از آن را نشان می‌دهد.